# Contribuciones islámicas a la Europa medieval

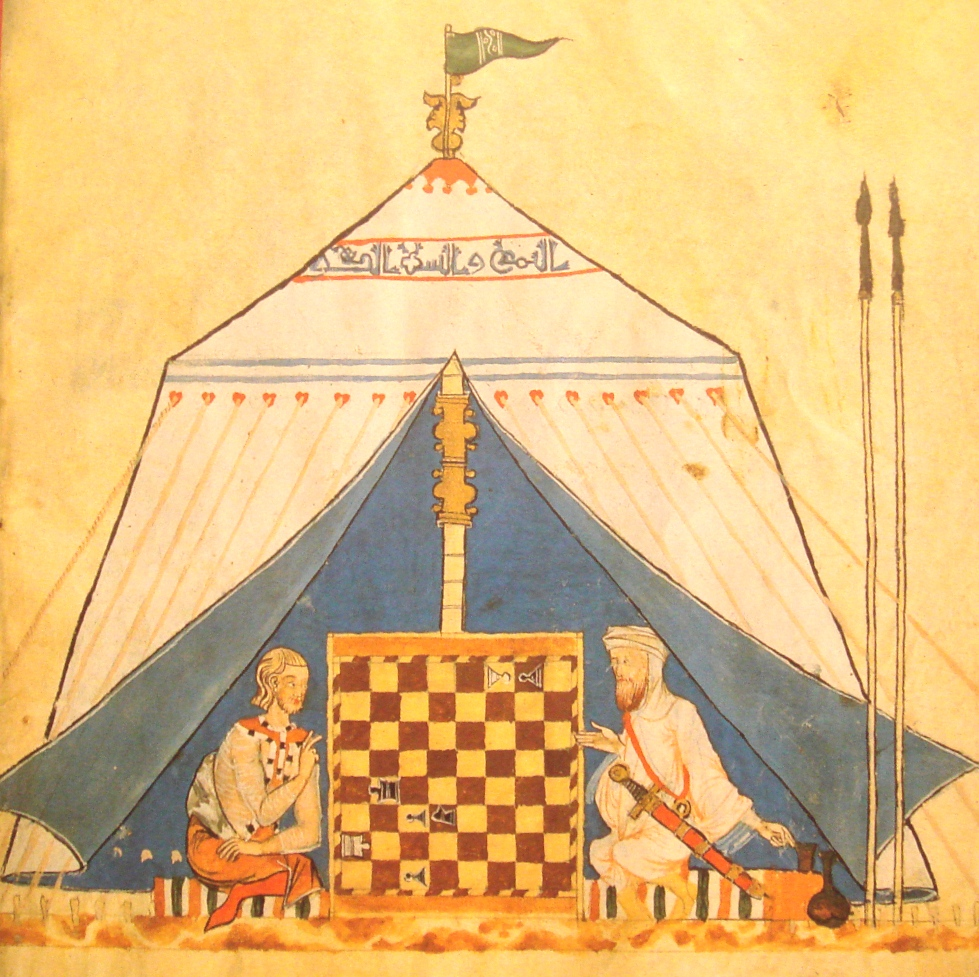
Un cristiano y un musulmán juegan al ajedrez en al-Andalus, de El Libro de los juegos de Alfonso X, el Sabio, c. 1285. El juego del ajedrez se originó en la India, y llegó a Europa de la mano del mundo islámico.

Las contribuciones islámicas a la Europa medieval fueron numerosas, abarcando diversas áreas, tales como el arte, la arquitectura, la medicina, la agricultura, la música, el idioma, la tecnología y la religión. Entre los siglos XI y XV, Europa absorbió conocimiento de la civilización islámica, y de particular importancia fue el redescubrimiento de los antiguos textos clásicos, sobre todo el trabajo del filósofo naturalista griego Aristóteles, a través de nuevas traducciones del árabe.

## Vías de transmisión

La Tabula Rogeriana, dibujada por Al-Idrisi para Rogelio II de Sicilia en 1154, uno de los mapas más avanzados del mundo antiguo.

Existieron múltiples puntos de contacto entre Europa y los territorios islámicos durante la Edad Media. Los puntos principales de la transmisión del conocimiento islámico a Europa estaban en Sicilia y España, sobre todo en Toledo (con Gerardo de Cremona, 1114-1187, después de la conquista de la ciudad por los cristianos españoles en 1085). En Sicilia, después de la conquista islámica de la isla en el año 965 y su reconquista por los normandos en 1091, se desarrolló una intensa cultura árabe-normanda, ejemplificada por gobernantes como Rogelio II de Sicilia, que tenía soldados, poetas y científicos islámicos en su corte. El ceutí Muhammad al-Idrisi escribió para Rogelio, El Libro de los viajes agradables en tierras lejanas o Tabula Rogeriana, uno de los grandes tratados geográficos de la Edad Media.
Las Cruzadas también intensificaron los intercambios entre Europa y el Levante, con las repúblicas marítimas italianas desempeñando un papel importante en estos intercambios. En el Levante, ciudades como Antioquía, culturas árabes y latinas se mezclaron. Durante los siglos XI y XII, muchos eruditos cristianos viajaron a tierras musulmanas a aprender ciencias. Ejemplos notables incluyen, Leonardo Fibonacci, Adelardo de Bath y Constantino el Africano. Asimismo, desde el siglo XI hasta el siglo XIV, numerosos estudiantes europeos asistieron a centros musulmanes de educación superior para el estudio de la medicina, la filosofía, las matemáticas, cosmografía y otros temas.

## Transmisión de textos clásicos
Tras la caída del Imperio Romano y el inicio de la Edad Media, muchos textos de la antigüedad clásica no estuvieron disponibles a los europeos. Sin embargo, en el Medio Oriente muchos de estos textos griegos (como los de Aristóteles) fueron traducidos del griego al siríaco durante los siglos VI y VII por los monjes nestorianos, melquitas o jacobitas que vivían en Palestina, o por exiliados griegos de Atenas o de Edesa que visitaron centros islámicos de enseñanza superior. Sin embargo, muchos de estos textos fueron conservados, traducidos, y desarrollados por el mundo islámico, especialmente en los centros de aprendizaje, tales como Bagdad, donde una «Casa de la Sabiduría», con miles de manuscritos existía hacia el año 832. Estos textos fueron traducidos nuevamente a las lenguas europeas durante la Edad Media. Los cristianos orientales desempeñaron un papel importante en el uso de este conocimiento, especialmente a través de la Escuela Aristotélica cristiana de Bagdad en los siglos XI y XII.
Estos textos fueron traducidos al latín en múltiples formas. Los puntos principales de transmisión del conocimiento islámico hacia Europa estaban en Sicilia y Toledo, España (con Gerardo de Cremona, 1114-1187). Burgundio de Pisa (muerto en 1193) descubrió en Antioquía textos de Aristóteles que se habían extraviado y los tradujo al latín.

## Vocabulario
La adopción de técnicas y materiales del mundo islámico queda reflejada en muchas palabras provenientes de Oriente Medio que han sido adoptadas y adaptadas en el mundo occidental. Algunos ejemplos:
- Almirante, de amīr al-baḥr امير البحر («príncipe del mar»).
- Alquimia/ Química, de al-kīmīyāʾ' (الكيمياء).
- Álgebra, derivada de al-ŷabr (الجبر).
- Algoritmo, del nombre del científico al-Jwārizmí (الخوارزمي).
- Almanaque, de al-manāj (المناخ) («tablas del tiempo»).
- Ámbar, de ʿanbar (عنبر).
- Avería, de ʿawar (عَوَر) («daño»).
- Baldaquin, de un tipo de tela fabricada en Bagdad.
- Alcanfor, de kāfūr.
- Quilate (Carat), de qīrāṭ (قيراط) («masa»).
- Café, de qahwa (قهوة).
- Gasa, de qazz (قز) («seda cruda»).
- Azar, de az-zahr (الزهر) (juego de dados).
- Laca, de lakk.
- Laúd, de al-ʿūd (العود).
- Magazine, de majāzin (مخازن).
- Jaque mate, de šāh māt (شاه مات) («el rey ha muerto»).
- Naranja, de nāranŷ (نارنج).
- Raqueta, de rāhāt (راحات) («palma de la mano»).
- Sorbete, de šarab (شراب \ شربة).
- Azúcar, de al-sukkar (سكّر).
- Cero, de şifr (صفر) («cero»).